# Lidiya Nencheva
Lidiya Nencheva (en búlgaro: Лидия Ненчева; Plovdiv, 3 de enero de 1996) es una deportista búlgara que compite en tiro, en la modalidad de pistola. Ganó una medalla de bronce en el Campeonato Europeo de Tiro de 2024, en la prueba de pistola rápida de fuego 25 m mixto.

## Palmarés internacional
| Campeonato Europeo | Campeonato Europeo | Campeonato Europeo | Campeonato Europeo                 |
| Año                | Lugar              | Medalla            | Prueba                             |
| ------------------ | ------------------ | ------------------ | ---------------------------------- |
| 2024               | Osijek (Croacia)   | Medalla de bronce  | Pistola rápida de fuego 25 m mixto |